# Жильцова, Лидия Андреевна
Жильцова Лидия Андреевна (1926—2015) — советский и российский энтомолог, гидробиолог, специалист по веснянкам.

## Биография
Родилась 2 февраля 1926 года в пос. Кусты Тамбовской области. В 1949 году окончила Московский государственный университет по кафедре энтомологии. С 1949 по 1953 гг. — аспирантура при кафедре энтомологии МГУ. В 1953 г. защитила кандидатскую диссертацию «Насекомые — вредители желудей в районе государственной защитной лесной полосы Камышин — Сталинград». С 1953 г. — сотрудница ЗИН. Крупнейший специалист по веснянкам, автор и соавтор более 200 научных работ, описала более 130 новых видов.

## Труды
- Жильцова Л. А. Веснянки (Plecoptera). Группа Euholognatha. [Фауна СССР. 145а] («Фауна России и сопредельных стран»). СПб., 2003. 538 с.
- Тесленко В. А., Жильцова Л. А. Определитель веснянок (Insecta, Plecoptera) России и сопредельных стран. Имаго и личинки. Владивосток, 2009. 382 с.
- Teslenko V.A., Zhiltzova L.A. A new rare species of Arcynopteryx (Plecoptera: Perlodidae) from the basin of Lake Baikal (Russia). (англ.) // Zootaxa. — 2012. — Vol. 3427. — P. 57–62.

## Некоторые виды, названные в честь Л. А. Жильцовой
- Sikhotealinia zhiltzovae Lafer, 1996
- Asynarchus zhiltzovae Kumanski, 1981
- Chloroperla zhiltzovae Zwick, 1967
- Ecdyonurus zhiltzovae (Bajkova 1975)
- Sylvoperlodes zhiltzovae Sinitshenkova, 1987
- Neoperla zhiltzovae Teslenko, 2012
- Wesmaelius zhiltzovae Makarkin, 1986
- Sialis zhiltzovae Vshivkova, 1985
- Diamesa zhiltzovae Makarchenko, 1989
- Eusimulium zhiltzovae Rubtsov, 1976